# 相模国の式内社一覧
相模国の式内社一覧（さがみのくにのしきないしゃいちらん）は、『延喜式』第9巻・第10巻「神名帳上下」（延喜式神名帳）に記載のある神社、いわゆる「式内社」およびその論社のうち、相模国に分類されている神社の一覧。
また『延喜式』神名帳の編纂当時に存在したが同帳に記載の無い神社、いわゆる「式外社」についても付記する。
式内社一覧ページの体裁訂正：説明文見直し、凡例および表定義のテンプレート化、国会図書館リンクの修正。

## 式内社
『延喜式』神名帳では、大社1座1社（名神大社）・小社12座12社の計13座13社を記載。
1）「神名帳」列は、『延喜式 上巻』（大岡山書店、昭和4年、国立国会図書館デジタルコレクション）等における『延喜式』神名帳の記載を基に作成。社名表記は神社史料集成（5を参照）における字体（異体字がある場合には新字体・通用性の高い字体を使用）を基準とした。読みの「-」部分は、「神社」以外で仮名が振られていない部分。「○座」は座数を表し、一座の場合は記載していない。

2）格の「名神大」は名神大社を、「大」は式内大社（名神大社除く）を、「小」は式内小社を意味する。付記は社名とともに記されているもので、一部は「式内社#式内社の社格」を参照。

3）比定社が複数ある場合、最も有力なものを無冠で示し、他の論社には「（論）」を冠した。

4）本来の式内社とは認めがたいものの、式内社を合祀したなどその後継を主張するもの、その他参考の神社には「（参）」を冠した。

| 神名帳                     | 神名帳       | 神名帳 | 神名帳              | 比定社                     | 比定社                   | 比定社     | 集成 |
| 社名                       | 読み         | 格     | 付記                | 社名                       | 所在地                   | 備考       | 集成 |
| -------------------------- | ------------ | ------ | ------------------- | -------------------------- | ------------------------ | ---------- | ---- |
| 足上郡 1座（小）           |              |        |                     |                            |                          |            |      |
| 寒田神社                   | サムタノ     | 小     |                     | 寒田神社                   | 神奈川県足柄上郡松田町   |            |      |
| 余綾郡 1座（小）           |              |        |                     |                            |                          |            |      |
| 川勾神社                   | カハワノ     | 小     |                     | 川勾神社                   | 神奈川県中郡二宮町       | 相模国二宮 |      |
| 大住郡 4座（並小）         |              |        |                     |                            |                          |            |      |
| 前鳥神社                   | サキトリノ   | 小     |                     | 前鳥神社                   | 神奈川県平塚市四之宮     | 相模国四宮 |      |
| 高部屋神社                 | タカヘヤノ   | 小     |                     | 高部屋神社                 | 神奈川県伊勢原市下糟屋   |            |      |
| 高部屋神社                 | タカヘヤノ   | 小     | （論）高森神社      | 神奈川県伊勢原市高森       |                          |            |      |
| 比比多神社                 | ヒヒタノ     | 小     |                     | 比々多神社                 | 神奈川県伊勢原市三ノ宮   | 相模国三宮 |      |
| 比比多神社                 | ヒヒタノ     | 小     | （論）比比多神社    | 神奈川県伊勢原市上粕屋     |                          |            |      |
| 阿夫利神社                 | アフリノ     | 小     |                     | 大山阿夫利神社             | 神奈川県伊勢原市大山     |            |      |
| 愛甲郡 1座（小）           |              |        |                     |                            |                          |            |      |
| 小野神社                   | ヲノノ       | 小     |                     | 小野神社                   | 神奈川県厚木市小野       |            |      |
| 高座郡 6座（大1座・小5座） |              |        |                     |                            |                          |            |      |
| 大庭神社                   | オホハノ     | 小     |                     | 大庭神社                   | 神奈川県藤沢市稲荷       |            |      |
| 大庭神社                   | オホハノ     | 小     | 大庭神社舊蹟/熊野社 | 神奈川県藤沢市大庭         | 元宮(舊蹟)               |            |      |
| 深見神社                   | フカミノ     | 小     |                     | 深見神社                   | 神奈川県大和市深見       |            |      |
| 宇都母知神社               | ウツモチノ   | 小     |                     | 宇都母知神社               | 神奈川県藤沢市打戻       |            |      |
| 寒川神社                   | サムカハノ   | 名神大 |                     | 寒川神社                   | 神奈川県高座郡寒川町     | 相模国一宮 |      |
| 有鹿神社                   | アリカノ     | 小     |                     | 有鹿神社                   | 神奈川県海老名市上郷     |            |      |
| 石楯尾神社                 | イハタテヲノ | 小     |                     | 石楯尾神社                 | 神奈川県相模原市緑区名倉 |            |      |
| 石楯尾神社                 | イハタテヲノ | 小     | （論）石楯尾神社    | 神奈川県相模原市緑区佐野川 |                          |            |      |
| 石楯尾神社                 | イハタテヲノ | 小     | （論）石楯尾神社    | 神奈川県相模原市南区磯部   |                          |            |      |
| 石楯尾神社                 | イハタテヲノ | 小     | （論）諏訪明神      | 神奈川県相模原市緑区大島   |                          |            |      |
| 石楯尾神社                 | イハタテヲノ | 小     | （論）諏訪神社      | 神奈川県大和市下鶴間       |                          |            |      |
| 石楯尾神社                 | イハタテヲノ | 小     | （論）諏訪明神      | 神奈川県座間市入谷西       |                          |            |      |
| 石楯尾神社                 | イハタテヲノ | 小     | （論）石楯尾神社    | 神奈川県藤沢市鵠沼         | 皇大神宮境内末社         |            |      |

## 式外社
『延喜式』神名帳の編纂当時に存在したが、同帳に記載の無い神社。